# Karl Petrikovics
Karl Petrikovics (* 20. Mai 1954 in Eggenburg, Niederösterreich) ist ehemaliger Vorstandsvorsitzender der Constantia Privatbank, der Immofinanz AG und der damit verbundenen Immoeast AG. Er gilt als einer der Hauptverantwortlichen in einem der größten Wirtschaftskriminalfälle in Österreich rund um den Immobilienkonzern Immofinanz und die damit verbundene Constantia Privatbank. Petrikovics wurde am 12. April 2013 wegen Untreue zu sechs Jahren unbedingter Haft verurteilt. Neben ihm waren der ehemalige Aufsichtsrat Helmut Schwager und der ehemalige Leiter des Rechnungswesens Christian Thornton angeklagt; beide wurden ebenfalls zu Haftstrafen (letzterer bedingt) verurteilt. Die Urteile sind mit Oktober 2015 rechtskräftig geworden. Durch den Umstand, dass viele Kleinaktionäre über den Allgemeinen Wirtschaftsdienst (AWD), heute Swiss Life Select, von den Aktionen aus dem Umfeld der Immofinanz direkt betroffen sind, kam es zu großem medialen Interesse.

## Leben
Karl Petrikovics maturierte 1972 am Bundesgymnasium Horn, studierte anschließend an der Universität Wien Rechtswissenschaften und parallel dazu auf der Wirtschaftsuniversität Wien Betriebswissenschaft und schloss beide Studien in der Regelstudienzeit Ende der 1970er Jahre ab. Es folgten berufliche Tätigkeiten in einem Wirtschaftsprüfungsunternehmen und als Leiter der Finanzabteilung einer Schuhhandelsfirma. 1985 nahm er eine Tätigkeit bei dem Tochterunternehmen MAIL der Creditanstalt (CA) auf, das „steueroptimierende“ Finanzprodukte im Bereich von Immobilien anbot. 
Zu dieser Zeit entwickelte Petrikovics erstmals am österreichischen Immobiliensektor ein finanziell erfolgreiches Verfahren, welches später unter dem Begriff Bauherrenmodell bekannt wurde und im Jahre 1987 zu der Gründung der CA Immobilien Anlagen AG führte. Aus rechtlichen Gründen war es zu dieser Zeit nicht möglich, das deutsche Modell der Immobilienfonds auf Österreich zu übertragen, weshalb er den Weg über das Konstrukt einer Aktiengesellschaft (AG) wählte. Das Management der CA Immobilien Anlagen AG war damals neuartig und nach deutschem Vorbild der Immobilienfonds mit einem externen Management ausgestattet.
Nach Angeboten der Constantia Privatbank, damals im Besitz des Industriellen Herbert Turnauer, wechselte Petrikovics am 2. Jänner 1990 in deren Vorstand und war an der Gründung der „C & S Immobilien Anlagen AG“ beteiligt, der Vorgängergesellschaft der 1994 daraus hervorgegangenen Immofinanz. In den folgenden Jahren wurde von ihm die Immofinanz um eine Vielzahl weiterer Firmen erweitert, ein Firmengeflecht, welches bis zum Frühjahr 2007 scheinbar erfolgreich wirtschaftete. Petrikovics führte ab dem Jahr 2004, gemeinsam mit den eingangs erwähnten Mitangeklagten, laut Prozess geheim gehaltene, vom Aufsichtsrat genehmigte Aktienoptionsgeschäfte durch, die zwischen der Constantia Privatbank, der Immofinanz AG, der Immoeast AG und diversen Tochtergesellschaften liefen, was im Jahr 2008 zum Platzen der Immofinanz-Blase und am 6. Oktober des gleichen Jahres zu Petrikovics' Rücktritt von allen Funktionen führte. Petrikovics selbst beteuerte in diesem Zusammenhang, Immer zum Vorteil des Unternehmens gehandelt zu haben.
Im Jahr 2007 war Karl Petrikovics von dem damaligen Wirtschaftsminister Martin Bartenstein als Immobilienexperte in den Aufsichtsrat der Bundesimmobiliengesellschaft (BIG) berufen worden. Petrikovics war bekannt dafür, immer mit mehreren Mobiltelefonen unterwegs zu sein und lehnte es ab, mit Chauffeur zu fahren, obwohl er viel beruflich unterwegs war. Er sah bei Fahrten mit Chauffeur die Gefahr, dass er dann während der Fahrt nicht ungestört telefonieren könne und unerwünschte Mitwisser habe.
Nach seiner rechtskräftigen Verurteilung im Oktober 2015 versuchte Petrikovics, seinen Gesundheitszustand gegen einen Antritt der unbedingt verhängten Haftstrafe ins Treffen zu führen. Dazu gab es in der Folge mehrere gesundheitliche Gutachten, auf deren Grundlagen das Oberlandesgericht Wien schließlich entschied, dass Petrikovics haftfähig ist. Petrikovics trat seine Haftstrafe im September 2016 in der Justizanstalt Wien-Josefstadt an.
Am 28. November 2023, fünfzehn Jahre nach Beginn der Ermittlungen, hat in Wien der der zweite Immofinanz-Prozess begonnen. Karl Petrikovics sowie Ex-Prokurist Christian Thornton haben sich für nicht schuldig bekannt.

## Zitate
Karl Petrikovics ist für seine Sprüche bei öffentlichen Auftritten bekannt.

„Ich habe mich immer gewundert, daß alle Verkäufer von Zinshäusern ausländische Interessenten bei der Hand haben. Vor allem hatte jeder einen Japaner. Nur es muß bei allen derselbe Japaner gewesen sein, der überall seine Optionen hinterlassen hat.“